# Crassispira pseudocarbonaria
Crassispira pseudocarbonaria là một loài ốc biển, là động vật thân mềm chân bụng sống ở biển trong họ Turridae.